# Bulletin (album)
Bulletin är ett studioalbum av den amerikanske trubaduren Tom Paxton, utgivet 1983 på skivbolaget Hogeye.

## Låtlista
Samtliga låtar skrivna av Tom Paxton
1. "Only a Game"
2. "Something Wrong With the Rain"
3. "Little Bitty Gun"
4. "The Mail Will Go Through"
5. "They Couldn't Take the Music"
6. "Mother"
7. "A Truly Needy Family"
8. "Hard Times Are Here Again"
9. "Johnson"
10. "We Went to the Banker"
11. "Who Speaks for Me"
12. "The Perfect Bomb"